# EHF-Pokal der Frauen 2017/18
Am EHF-Pokal 2017/18 nahmen Handball-Vereinsmannschaften teil, die sich in der vorangegangenen Saison in ihren Heimatländern sowohl über die Platzierung in der heimischen Liga als auch über den nationalen Pokalwettbewerb für den Wettbewerb qualifiziert hatten. Die rumänische Mannschaft SCM Craiova gewann den Wettbewerb. Titelverteidiger war die russische Mannschaft GK Rostow am Don.

## Modus
Zu Beginn gibt es drei Qualifikationsrunden jeweils mit Hin- und Rückspielen. Darauf folgt eine Gruppenphase mit 16 Mannschaften, wovon 12 Teams aus den Qualifikationsrunden stammen und vier, die den letzten Platz in der ersten Gruppenphase der Champions League belegen. Diese spielen in vier Gruppen mit je vier Mannschaften jeder gegen jeden je zweimal gegeneinander. Die ersten beiden Mannschaften jeder Gruppe qualifiziert sich für das Viertelfinale, ab dem wieder in K.-o.-Runden mit Hin- und Rückspielen gespielt wird bis zu den Endspielen.

## Runde 1
Es nehmen 28 Mannschaften an der 1. Runde teil.
Die Auslosung der 1. Runde fand am 18. Juli 2017 in Wien statt.
Die Hin- und Rückspiele finden an den Wochenenden 8.–10. sowie 15.–17. September 2017 statt.

### Qualifizierte Teams
| - NUR Mingəçevir - HB Sint-Truiden - HŽRK Grude - BNTU-BelAS Minsk - A.C. Latsia Nicosia - DHC Slavia Prag - HSG Blomberg-Lippe - Silkeborg-Voel KFUM - Bera Bera - Cercle Dijon Bourgogne - O.F.N. Ionias - Váci NKSE - Holon Handball Club - Jomi Salerno | - KHF Prishtina - Succes Schoonmaak/VOC Amsterdam - Morrenhof Jansen Dalfsen - Byåsen IL - Kram Start Elbląg - Zagłębie Lubin - Colégio de Gaia - CSM Roman - ŽRK Medicinar - LC Brühl Handball - LK Zug - Lugi HF - Ankara Yenimahalle BSK - Halytschanka |

### Ausgeloste Spiele und Ergebnisse
| Mannschaft 1                                          | Mannschaft 2                                | Hinspiel             | Rückspiel            | Gesamt  |
| ----------------------------------------------------- | ------------------------------------------- | -------------------- | -------------------- | ------- |
| KHF Prishtina Stagova 11                              | LC Brühl Handball Oezcelik 11               | 09.09.2017 17:00 Uhr | 10.09.2017 15:00 Uhr | 26 : 66 |
| KHF Prishtina Stagova 11                              | LC Brühl Handball Oezcelik 11               | 11 : 34 (07 : 16)    | 15 : 32 (08 : 14)    | 26 : 66 |
| KHF Prishtina Stagova 11                              | LC Brühl Handball Oezcelik 11               | 250 Zuschauer        | 200 Zuschauer        | 26 : 66 |
| Váci NKSE Jovetić 14                                  | Holon Handball Club Ohaekwe 12              | 09.09.2017 18:00 Uhr | 10.09.2017 14:30 Uhr | 90 : 35 |
| Váci NKSE Jovetić 14                                  | Holon Handball Club Ohaekwe 12              | 46 : 17 (23 : 12)    | 44 : 18 (20 : 09)    | 90 : 35 |
| Váci NKSE Jovetić 14                                  | Holon Handball Club Ohaekwe 12              | 500 Zuschauer        | 300 Zuschauer        | 90 : 35 |
| Zagłębie Lubin Jochymek 12                            | LK Zug Scherer 17                           | 09.09.2017 17:00 Uhr | 10.09.2017 12:00 Uhr | 80 : 47 |
| Zagłębie Lubin Jochymek 12                            | LK Zug Scherer 17                           | 37 : 24 (20 : 11)    | 43 : 23 (21 : 10)    | 80 : 47 |
| Zagłębie Lubin Jochymek 12                            | LK Zug Scherer 17                           | 923 Zuschauer        | 603 Zuschauer        | 80 : 47 |
| HSG Blomberg-Lippe Steenbakkers 14                    | HB Sint-Truiden Marteleur 13                | 09.09.2017 18:00 Uhr | 17.09.2017 14:30 Uhr | 88 : 35 |
| HSG Blomberg-Lippe Steenbakkers 14                    | HB Sint-Truiden Marteleur 13                | 46 : 19 (26 : 14)    | 42 : 16 (20 : 06)    | 88 : 35 |
| HSG Blomberg-Lippe Steenbakkers 14                    | HB Sint-Truiden Marteleur 13                | 653 Zuschauer        | 300 Zuschauer        | 88 : 35 |
| CSM Roman Cîlici, Popa, Stoleru je 9                  | HŽRK Grude Čutura 16                        | 08.09.2017 17:00 Uhr | 09.09.2017 17:00 Uhr | 82 : 34 |
| CSM Roman Cîlici, Popa, Stoleru je 9                  | HŽRK Grude Čutura 16                        | 40 : 15 (20 : 08)    | 42 : 19 (24 : 06)    | 82 : 34 |
| CSM Roman Cîlici, Popa, Stoleru je 9                  | HŽRK Grude Čutura 16                        | 500 Zuschauer        | 450 Zuschauer        | 82 : 34 |
| Silkeborg-Voel KFUM Hansen 17                         | A.C. Latsia Nicosia Dimitrijević 5          | 16.09.2017 14:00 Uhr | 17.09.2017 14:00 Uhr | 80 : 20 |
| Silkeborg-Voel KFUM Hansen 17                         | A.C. Latsia Nicosia Dimitrijević 5          | 44 : 12 (18 : 07)    | 36 : 08 (22 : 03)    | 80 : 20 |
| Silkeborg-Voel KFUM Hansen 17                         | A.C. Latsia Nicosia Dimitrijević 5          | 300 Zuschauer        | 250 Zuschauer        | 80 : 20 |
| Cercle Dijon Bourgogne Paulsen 13                     | Jomi Salerno Gómez Hernández 15             | 16.09.2017 18:00 Uhr | 17.09.2017 17:00 Uhr | 51 : 40 |
| Cercle Dijon Bourgogne Paulsen 13                     | Jomi Salerno Gómez Hernández 15             | 27 : 18 (14 : 10)    | 24 : 22 (11 : 13)    | 51 : 40 |
| Cercle Dijon Bourgogne Paulsen 13                     | Jomi Salerno Gómez Hernández 15             | 500 Zuschauer        | 550 Zuschauer        | 51 : 40 |
| Bera Bera Guarieiro 11                                | Colégio de Gaia Soares 10                   | 09.09.2017 18:30 Uhr | 16.09.2017 18:30 Uhr | 57 : 48 |
| Bera Bera Guarieiro 11                                | Colégio de Gaia Soares 10                   | 26 : 25 (14 : 15)    | 31 : 23 (16 : 10)    | 57 : 48 |
| Bera Bera Guarieiro 11                                | Colégio de Gaia Soares 10                   | 1.100 Zuschauer      | 750 Zuschauer        | 57 : 48 |
| DHC Slavia Prag Galušková 13                          | BNTU-BelAS Minsk Mazgo 10                   | 16.09.2017 17:00 Uhr | 17.09.2017 17:00 Uhr | 48 : 49 |
| DHC Slavia Prag Galušková 13                          | BNTU-BelAS Minsk Mazgo 10                   | 24 : 25 (09 : 13)    | 24 : 24 (11 : 13)    | 48 : 49 |
| DHC Slavia Prag Galušková 13                          | BNTU-BelAS Minsk Mazgo 10                   | 321 Zuschauer        | 250 Zuschauer        | 48 : 49 |
| Kram Start Elbląg Lisewska 13                         | Byåsen IL Aardahl 10                        | 09.10.2017 19:00 Uhr | 10.09.2017 18:00 Uhr | 47 : 62 |
| Kram Start Elbląg Lisewska 13                         | Byåsen IL Aardahl 10                        | 29 : 34 (14 : 15)    | 18 : 28 (12 : 14)    | 47 : 62 |
| Kram Start Elbląg Lisewska 13                         | Byåsen IL Aardahl 10                        | 477 Zuschauer        | 597 Zuschauer        | 47 : 62 |
| ŽRK Medicinar Radović 16                              | Succes Schoonmaak/VOC Amsterdam Housheer 18 | 15.09.2017 18:00 Uhr | 16.09.2017 18:00 Uhr | 63 : 61 |
| ŽRK Medicinar Radović 16                              | Succes Schoonmaak/VOC Amsterdam Housheer 18 | 34 : 33 (16 : 18)    | 29 : 28 (16 : 17)    | 63 : 61 |
| ŽRK Medicinar Radović 16                              | Succes Schoonmaak/VOC Amsterdam Housheer 18 | 850 Zuschauer        | 950 Zuschauer        | 63 : 61 |
| Halytschanka Konowalowa, Baranowytsch, Sawtschyn je 8 | Morrenhof Jansen Dalfsen Kooij 9            | 10.09.2017 18:00 Uhr | 16.09.2017 19:00 Uhr | 46 : 52 |
| Halytschanka Konowalowa, Baranowytsch, Sawtschyn je 8 | Morrenhof Jansen Dalfsen Kooij 9            | 26 : 22 (13 : 08)    | 20 : 30 (12 : 15)    | 46 : 52 |
| Halytschanka Konowalowa, Baranowytsch, Sawtschyn je 8 | Morrenhof Jansen Dalfsen Kooij 9            | 550 Zuschauer        | 425 Zuschauer        | 46 : 52 |
| Ankara Yenimahalle BSK Laiuk 14                       | O.F.N. Ionias Milačić 10                    | 16.09.2017 18:00 Uhr | 17.09.2017 18:00 Uhr | 61 : 46 |
| Ankara Yenimahalle BSK Laiuk 14                       | O.F.N. Ionias Milačić 10                    | 31 : 24 (14 : 13)    | 30 : 22 (17 : 11)    | 61 : 46 |
| Ankara Yenimahalle BSK Laiuk 14                       | O.F.N. Ionias Milačić 10                    | 1.000 Zuschauer      | 700 Zuschauer        | 61 : 46 |
| NUR Mingəçevir Tschernyschkowa 13                     | Lugi HF Carlson 16                          | 16.09.2017 17:00 Uhr | 17.09.2017 17:00 Uhr | 53 : 51 |
| NUR Mingəçevir Tschernyschkowa 13                     | Lugi HF Carlson 16                          | 24 : 24 (10 : 11)    | 29 : 27 (16 : 10)    | 53 : 51 |
| NUR Mingəçevir Tschernyschkowa 13                     | Lugi HF Carlson 16                          | 375 Zuschauer        | 400 Zuschauer        | 53 : 51 |

## Runde 2
Es nehmen 32 Mannschaften an der 2. Runde teil.
Die Auslosung der 2. Runde fand am 18. Juli 2017 in Wien statt.
Die Hin- und Rückspiele finden an den Wochenenden 14.–15. sowie 20.–22. Oktober 2017 statt.

### Qualifizierte Teams
| - NUR Mingəçevir - BNTU-BelAS Minsk - DHK Baník Most - HSG Blomberg-Lippe - Buxtehuder SV - TuS Metzingen - København Håndbold - Silkeborg-Voel KFUM - Viborg HK - Bera Bera - Atlético Guardés - ES Besançon - Cercle Dijon Bourgogne - Issy Paris Hand - Debreceni Vasutas SC - Dunaújvárosi Kohász_KA | - Váci NKSE - Morrenhof Jansen Dalfsen - Byåsen IL - Tertnes IL - Glassverket IF - Zagłębie Lubin - HC Dunărea Brăila - CSM Roman - HC Zalău - GK Astrachanotschka - Kuban Krasnodar - Swesda Swenigorod - ŽRK Medicinar - LC Brühl Handball - Ankara Yenimahalle BSK - Kastamonu Belediyesi GSK |

### Ausgeloste Spiele und Ergebnisse
| Mannschaft 1                               | Mannschaft 2                        | Hinspiel             | Rückspiel            | Gesamt      |
| ------------------------------------------ | ----------------------------------- | -------------------- | -------------------- | ----------- |
| Zagłębie Lubin Grzyb, Pielesz je 10        | Debreceni Vasutas SC Punko 11       | 14.10.2017 18:30 Uhr | 22.10.2017 18:00 Uhr | 45 : 49     |
| Zagłębie Lubin Grzyb, Pielesz je 10        | Debreceni Vasutas SC Punko 11       | 25 : 23 (13 : 10)    | 20 : 26 (11 : 15)    | 45 : 49     |
| Zagłębie Lubin Grzyb, Pielesz je 10        | Debreceni Vasutas SC Punko 11       | 2.923 Zuschauer      | 1.800 Zuschauer      | 45 : 49     |
| Morrenhof Jansen Dalfsen Lokkart 7         | DHK Baník Most Jeřábková 12         | 14.10.2017 20:00 Uhr | 21.10.2017 18:00 Uhr | 48 : 60     |
| Morrenhof Jansen Dalfsen Lokkart 7         | DHK Baník Most Jeřábková 12         | 28 : 32 (13 : 15)    | 20 : 28 (10 : 16)    | 48 : 60     |
| Morrenhof Jansen Dalfsen Lokkart 7         | DHK Baník Most Jeřábková 12         | 400 Zuschauer        | 1.000 Zuschauer      | 48 : 60     |
| BNTU-BelAS Minsk Mazgo 18                  | Tertnes IL Sørheim, Sivertsen je 10 | 21.10.2017 18:15 Uhr | 22.10.2017 18:00 Uhr | 52 : 52 (a) |
| BNTU-BelAS Minsk Mazgo 18                  | Tertnes IL Sørheim, Sivertsen je 10 | 26 : 23 (14 : 09)    | 26 : 29 (09 : 18)    | 52 : 52 (a) |
| BNTU-BelAS Minsk Mazgo 18                  | Tertnes IL Sørheim, Sivertsen je 10 | 165 Zuschauer        | 174 Zuschauer        | 52 : 52 (a) |
| Cercle Dijon Bourgogne Moretto 10          | København Håndbold Dulfer 9         | 14.10.2017 20:00 Uhr | 21.10.2017 18:00 Uhr | 50 : 60     |
| Cercle Dijon Bourgogne Moretto 10          | København Håndbold Dulfer 9         | 23 : 32 (14 : 15)    | 27 : 28 (11 : 15)    | 50 : 60     |
| Cercle Dijon Bourgogne Moretto 10          | København Håndbold Dulfer 9         | 1.800 Zuschauer      | 803 Zuschauer        | 50 : 60     |
| Silkeborg-Voel KFUM Okkels, Skogrand je 10 | ES Besançon Dupuis 13               | 14.10.2017 15:00 Uhr | 21.10.2017 18:00 Uhr | 50 : 54     |
| Silkeborg-Voel KFUM Okkels, Skogrand je 10 | ES Besançon Dupuis 13               | 27 : 26 (14 : 08)    | 23 : 28 (12 : 13)    | 50 : 54     |
| Silkeborg-Voel KFUM Okkels, Skogrand je 10 | ES Besançon Dupuis 13               | 512 Zuschauer        | 3.000 Zuschauer      | 50 : 54     |
| HC Zalău Rob 11                            | Ankara Yenimahalle BSK Laiuk 21     | 14.10.2017 11:30 Uhr | 22.10.2017 17:00 Uhr | 60 : 50     |
| HC Zalău Rob 11                            | Ankara Yenimahalle BSK Laiuk 21     | 26 : 21 (11 : 12)    | 34 : 29 (14 : 14)    | 60 : 50     |
| HC Zalău Rob 11                            | Ankara Yenimahalle BSK Laiuk 21     | 500 Zuschauer        | 1.340 Zuschauer      | 60 : 50     |
| Kastamonu Belediyesi GSK İskenderoğlu 14   | Bera Bera Aramendía Yerro 12        | 14.10.2017 15:00 Uhr | 15.10.2017 17:00 Uhr | 59 : 57     |
| Kastamonu Belediyesi GSK İskenderoğlu 14   | Bera Bera Aramendía Yerro 12        | 35 : 35 (19 : 14)    | 24 : 22 (12 : 11)    | 59 : 57     |
| Kastamonu Belediyesi GSK İskenderoğlu 14   | Bera Bera Aramendía Yerro 12        | 500 Zuschauer        | 600 Zuschauer        | 59 : 57     |
| Dunaújvárosi Kohász_KA Mićijević 16        | CSM Roman Simion 16                 | 14.10.2017 16:00 Uhr | 22.10.2017 11:00 Uhr | 56 : 51     |
| Dunaújvárosi Kohász_KA Mićijević 16        | CSM Roman Simion 16                 | 31 : 24 (14 : 15)    | 25 : 27 (13 : 13)    | 56 : 51     |
| Dunaújvárosi Kohász_KA Mićijević 16        | CSM Roman Simion 16                 | 600 Zuschauer        | 400 Zuschauer        | 56 : 51     |
| Byåsen IL Tomac 13                         | HC Dunărea Brăila Axinte 20         | 15.10.2017 18:00 Uhr | 22.10.2017 11:00 Uhr | 48 : 46     |
| Byåsen IL Tomac 13                         | HC Dunărea Brăila Axinte 20         | 28 : 18 (13 : 10)    | 20 : 28 (11 : 13)    | 48 : 46     |
| Byåsen IL Tomac 13                         | HC Dunărea Brăila Axinte 20         | 440 Zuschauer        | 1.100 Zuschauer      | 48 : 46     |
| Buxtehuder SV Kaiser 10                    | Váci NKSE Barján 10                 | 14.10.2017 16:00 Uhr | 21.10.2017 18:00 Uhr | 55 : 55 (a) |
| Buxtehuder SV Kaiser 10                    | Váci NKSE Barján 10                 | 33 : 26 (15 : 14)    | 22 : 29 (14 : 17)    | 55 : 55 (a) |
| Buxtehuder SV Kaiser 10                    | Váci NKSE Barján 10                 | 1.190 Zuschauer      | 400 Zuschauer        | 55 : 55 (a) |
| TuS Metzingen Zapf, Loerper je 11          | HSG Blomberg-Lippe Stolle 14        | 14.10.2017 19:30 Uhr | 21.10.2017 18:00 Uhr | 60 : 51     |
| TuS Metzingen Zapf, Loerper je 11          | HSG Blomberg-Lippe Stolle 14        | 32 : 24 (17 : 10)    | 28 : 27 (12 : 12)    | 60 : 51     |
| TuS Metzingen Zapf, Loerper je 11          | HSG Blomberg-Lippe Stolle 14        | 900 Zuschauer        | 660 Zuschauer        | 60 : 51     |
| LC Brühl Handball K. Kündig, Fudge je 10   | Swesda Swenigorod Winjukowa 11      | 21.10.2017 17:00 Uhr | 22.10.2017 17:00 Uhr | 53 : 53 (a) |
| LC Brühl Handball K. Kündig, Fudge je 10   | Swesda Swenigorod Winjukowa 11      | 25 : 29 (15 : 15)    | 28 : 24 (16 : 08)    | 53 : 53 (a) |
| LC Brühl Handball K. Kündig, Fudge je 10   | Swesda Swenigorod Winjukowa 11      | 650 Zuschauer        | 350 Zuschauer        | 53 : 53 (a) |
| NUR Mingəçevir Kuzewalowa 8                | Viborg HK Hansen, Nørgaard je 15    | 14.10.2017 15:00 Uhr | 15.10.2017 15:00 Uhr | 36 : 81     |
| NUR Mingəçevir Kuzewalowa 8                | Viborg HK Hansen, Nørgaard je 15    | 21 : 38 (08 : 14)    | 15 : 43 (05 : 22)    | 36 : 81     |
| NUR Mingəçevir Kuzewalowa 8                | Viborg HK Hansen, Nørgaard je 15    | 771 Zuschauer        | 583 Zuschauer        | 36 : 81     |
| Glassverket IF Bronsta 8                   | Issy Paris Hand Abbingh 10          | 15.10.2017 18:00 Uhr | 20.10.2017 20:30 Uhr | 39 : 49     |
| Glassverket IF Bronsta 8                   | Issy Paris Hand Abbingh 10          | 17 : 26 (05 : 10)    | 22 : 23 (11 : 13)    | 39 : 49     |
| Glassverket IF Bronsta 8                   | Issy Paris Hand Abbingh 10          | 375 Zuschauer        | 1.250 Zuschauer      | 39 : 49     |
| GK Astrachanotschka Samochina 16           | Atlético Guardés Egozkue 11         | 14.10.2017 19:00 Uhr | 15.10.2017 19:00 Uhr | 61 : 55     |
| GK Astrachanotschka Samochina 16           | Atlético Guardés Egozkue 11         | 28 : 25 (13 : 13)    | 33 : 30 (14 : 12)    | 61 : 55     |
| GK Astrachanotschka Samochina 16           | Atlético Guardés Egozkue 11         | 250 Zuschauer        | 450 Zuschauer        | 61 : 55     |
| ŽRK Medicinar Tomković 12                  | Kuban Krasnodar Karpatschowa 9      | 14.10.2017 16:00 Uhr | 15.10.2017 16:00 Uhr | 45 : 68     |
| ŽRK Medicinar Tomković 12                  | Kuban Krasnodar Karpatschowa 9      | 23 : 33 (12 : 16)    | 22 : 35 (10 : 15)    | 45 : 68     |
| ŽRK Medicinar Tomković 12                  | Kuban Krasnodar Karpatschowa 9      | 1.800 Zuschauer      | 2.000 Zuschauer      | 45 : 68     |

## Runde 3
Es nehmen 24 Mannschaften an der 3. Runde teil.
Die Auslosung der 3. Runde fand am 24. Oktober 2017 in Wien statt.
Die Hin- und Rückspiele finden an den Wochenenden 11.–12. sowie 18.–19. November 2017 statt.

### Qualifizierte Teams
| - Hypo Niederösterreich - HK Homel - BNTU-BelAS Minsk - DHK Baník Most - TuS Metzingen - København Håndbold - Randers HK - Viborg HK - Entente Sportive Bisontine Féminin - Issy Paris Hand - Debreceni Vasutas SC - Dunaújvárosi Kohász KA | - Érd NK - Váci NKSE - ŽRK Podravka Koprivnica - Byåsen IL - SCM Craiova - HC Zalău - GK Astrachanotschka - Kuban Krasnodar - GK Lada Toljatti - Swesda Swenigorod - H 65 Höör - Kastamonu Belediyesi GSK |

### Ausgeloste Spiele und Ergebnisse
| Mannschaft 1                      | Mannschaft 2                                 | Hinspiel             | Rückspiel            | Gesamt  |
| --------------------------------- | -------------------------------------------- | -------------------- | -------------------- | ------- |
| Byåsen IL Tomac 11                | HK Homel Shamanouskaya 10                    | 12.11.2017 18:00 Uhr | 18.09.2017 18:00 Uhr | 59 : 50 |
| Byåsen IL Tomac 11                | HK Homel Shamanouskaya 10                    | 32 : 28 (19 : 14)    | 27 : 22 (12 : 14)    | 59 : 50 |
| Byåsen IL Tomac 11                | HK Homel Shamanouskaya 10                    | 660 Zuschauer        | 1.550 Zuschauer      | 59 : 50 |
| BNTU-BelAS Minsk Mazgo 15         | Randers HK Hjort 11                          | 11.11.2017 17:30 Uhr | 19.11.2017 14:00 Uhr | 46 : 48 |
| BNTU-BelAS Minsk Mazgo 15         | Randers HK Hjort 11                          | 23 : 22 (14 : 12)    | 23 : 26 (13 : 15)    | 46 : 48 |
| BNTU-BelAS Minsk Mazgo 15         | Randers HK Hjort 11                          | 1.000 Zuschauer      | 1.376 Zuschauer      | 46 : 48 |
| Viborg HK Nørgaard 11             | ŽRK Podravka Koprivnica Vidak 18             | 11.11.2017 16:00 Uhr | 18.11.2017 18:00 Uhr | 52 : 38 |
| Viborg HK Nørgaard 11             | ŽRK Podravka Koprivnica Vidak 18             | 32 : 17 (16 : 09)    | 20 : 21 (10 : 10)    | 52 : 38 |
| Viborg HK Nørgaard 11             | ŽRK Podravka Koprivnica Vidak 18             | 966 Zuschauer        | 1.500 Zuschauer      | 52 : 38 |
| GK Lada Toljatti Wedjochina 16    | Entente Sportive Bisontine Féminin Dupuis 11 | 11.11.2017 16:00 Uhr | 18.11.2017 20:00 Uhr | 68 : 54 |
| GK Lada Toljatti Wedjochina 16    | Entente Sportive Bisontine Féminin Dupuis 11 | 30 : 22 (14 : 07)    | 36 : 32 (19 : 16)    | 68 : 54 |
| GK Lada Toljatti Wedjochina 16    | Entente Sportive Bisontine Féminin Dupuis 11 | 2.700 Zuschauer      | 3.100 Zuschauer      | 68 : 54 |
| SCM Craiova Florianu 14           | Debreceni Vasutas SC Grigel 12               | 11.11.2017 16:00 Uhr | 19.11.2017 18:00 Uhr | 48 : 45 |
| SCM Craiova Florianu 14           | Debreceni Vasutas SC Grigel 12               | 24 : 19 (16 : 11)    | 24 : 26 (14 : 13)    | 48 : 45 |
| SCM Craiova Florianu 14           | Debreceni Vasutas SC Grigel 12               | 2.500 Zuschauer      | 1.800 Zuschauer      | 48 : 45 |
| Váci NKSE Barján, Jovetić je 8    | Kastamonu Belediyesi GSK İskenderoğlu 16     | 12.11.2017 14:30 Uhr | 19.11.2017 17:00 Uhr | 53 : 62 |
| Váci NKSE Barján, Jovetić je 8    | Kastamonu Belediyesi GSK İskenderoğlu 16     | 24 : 26 (12 : 11)    | 29 : 36 (14 : 13)    | 53 : 62 |
| Váci NKSE Barján, Jovetić je 8    | Kastamonu Belediyesi GSK İskenderoğlu 16     | 600 Zuschauer        | 1.500 Zuschauer      | 53 : 62 |
| GK Astrachanotschka Postnowa 14   | Kuban Krasnodar Schilinskaite 13             | 11.11.2017 14:00 Uhr | 19.11.2017 16:00 Uhr | 58 : 60 |
| GK Astrachanotschka Postnowa 14   | Kuban Krasnodar Schilinskaite 13             | 29 : 27 (15 : 13)    | 29 : 33 (14 : 18)    | 58 : 60 |
| GK Astrachanotschka Postnowa 14   | Kuban Krasnodar Schilinskaite 13             | 2.500 Zuschauer      | 2.030 Zuschauer      | 58 : 60 |
| H 65 Höör Wall, Olsson je 13      | TuS Metzingen Minevskaja 15                  | 12.11.2017 18:30 Uhr | 18.11.2017 19:30 Uhr | 53 : 52 |
| H 65 Höör Wall, Olsson je 13      | TuS Metzingen Minevskaja 15                  | 24 : 24 (11 : 13)    | 29 : 28 (13 : 15)    | 53 : 52 |
| H 65 Höör Wall, Olsson je 13      | TuS Metzingen Minevskaja 15                  | 570 Zuschauer        | 1.050 Zuschauer      | 53 : 52 |
| København Håndbold Rej, Bont je 8 | Dunaújvárosi Kohász KA Kovács 13             | 11.11.2017 13:30 Uhr | 18.11.2017 18:00 Uhr | 45 : 41 |
| København Håndbold Rej, Bont je 8 | Dunaújvárosi Kohász KA Kovács 13             | 22 : 21 (11 : 12)    | 23 : 20 (12 : 11)    | 45 : 41 |
| København Håndbold Rej, Bont je 8 | Dunaújvárosi Kohász KA Kovács 13             | 752 Zuschauer        | 650 Zuschauer        | 45 : 41 |
| Érd NK Krpež Šlezak 16            | Issy Paris Hand Frey 17                      | 11.11.2017 16:00 Uhr | 18.11.2017 20:00 Uhr | 51 : 52 |
| Érd NK Krpež Šlezak 16            | Issy Paris Hand Frey 17                      | 31 : 21 (18 : 08)    | 20 : 31 (07 : 13)    | 51 : 52 |
| Érd NK Krpež Šlezak 16            | Issy Paris Hand Frey 17                      | 1.800 Zuschauer      | 1.315 Zuschauer      | 51 : 52 |
| Swesda Swenigorod Nikitina 20     | DHK Baník Most Szarková 21                   | 12.11.2017 18:00 Uhr | 19.11.2017 18:00 Uhr | 53 : 61 |
| Swesda Swenigorod Nikitina 20     | DHK Baník Most Szarková 21                   | 31 : 28 (14 : 13)    | 22 : 33 (13 : 18)    | 53 : 61 |
| Swesda Swenigorod Nikitina 20     | DHK Baník Most Szarková 21                   | 850 Zuschauer        | 1.150 Zuschauer      | 53 : 61 |
| Hypo Niederösterreich László 10   | HC Zalău Constantinescu 10                   | 10.11.2017 18:00 Uhr | 18.11.2017 17:00 Uhr | 43 : 59 |
| Hypo Niederösterreich László 10   | HC Zalău Constantinescu 10                   | 22 : 30 (11 : 17)    | 21 : 29 (07 : 13)    | 43 : 59 |
| Hypo Niederösterreich László 10   | HC Zalău Constantinescu 10                   | 550 Zuschauer        | 902 Zuschauer        | 43 : 59 |

## Gruppenphase
Es nehmen 16 Mannschaften teil. Zur Auslosung wurden die Mannschaften in vier Töpfe eingeteilt. Der erste Topf bestand aus den vier Mannschaften der Champions League. Die anderen drei wurden mit den Teams der Qualifikationsrunden gebildet. Bei der Auslosung konnte keine Mannschaft eines Landes auf eine andere des gleichen Landes in der Gruppe treffen. Die Auslosung fand am 23. November 2017 statt.

### Qualifizierte Teams
| Topf 1 - Brest Bretagne Handball - Larvik HK - Vipers Kristiansand - Vistal Gdynia | Topf 2 - Randers HK - Viborg HK - GK Lada Toljatti - H 65 Höör | Topf 3 - Issy Paris Hand - Byåsen IL - SCM Craiova - HC Zalău | Topf 4 - DHK Baník Most - København Håndbold - Kuban Krasnodar - Kastamonu Belediyesi GSK |

## Ausgeloste Gruppen

### Gruppe A
| Pl. | Land                    | Sp. | S | U | N | Tore      | Diff. | Punkte |
| --- | ----------------------- | --- | - | - | - | --------- | ----- | ------ |
| 1.  | Brest Bretagne Handball | 6   | 4 | 0 | 2 | 0139:1170 | +22   | 08:40  |
| 2.  | SCM Craiova             | 6   | 4 | 0 | 2 | 0146:1340 | +12   | 08:40  |
| 3.  | Kuban Krasnodar         | 6   | 3 | 0 | 3 | 0141:1550 | −14   | 06:60  |
| 4.  | Randers HK              | 6   | 1 | 0 | 5 | 0124:1440 | −20   | 02:100 |

|  | Qualifikationsplatz für das Viertelfinale |

| 7. Januar 2018 So., 17:00 Uhr | Brest Bretagne Handball                 | 25:22   | SCM Craiova             | Brest Arena, Brest Zuschauer: 3.024 Schiedsrichter: Schols , Thomassen |
| 7. Januar 2018 So., 17:00 Uhr | meiste Tore: Coatanea, Stoiljković je 5 | (13:10) | meiste Tore: Florianu 7 | Brest Arena, Brest Zuschauer: 3.024 Schiedsrichter: Schols , Thomassen |
| 7. Januar 2018 So., 17:00 Uhr | Spielbericht                            |         |                         | Brest Arena, Brest Zuschauer: 3.024 Schiedsrichter: Schols , Thomassen |

| 7. Januar 2018 So., 19:30 Uhr | Randers HK              | 20:23   | Kuban Krasnodar                      | Arena Randers, Randers Zuschauer: 979 Schiedsrichter: M. Sá, V. Sá |
| 7. Januar 2018 So., 19:30 Uhr | meiste Tore: Andersen 4 | (10:11) | meiste Tore: Frolowa, Garjajewa je 4 | Arena Randers, Randers Zuschauer: 979 Schiedsrichter: M. Sá, V. Sá |
| 7. Januar 2018 So., 19:30 Uhr | Spielbericht            |         |                                      | Arena Randers, Randers Zuschauer: 979 Schiedsrichter: M. Sá, V. Sá |

| 13. Januar 2018 Sa., 18:00 Uhr | SCM Craiova             | 23:17  | Randers HK           | Sala Polivalentă din Craiova, Craiova Zuschauer: 3.600 Schiedsrichter: Pech, Vágvölgyi |
| 13. Januar 2018 Sa., 18:00 Uhr | meiste Tore: Florianu 6 | (16:6) | meiste Tore: Molid 7 | Sala Polivalentă din Craiova, Craiova Zuschauer: 3.600 Schiedsrichter: Pech, Vágvölgyi |
| 13. Januar 2018 Sa., 18:00 Uhr | Spielbericht            |        |                      | Sala Polivalentă din Craiova, Craiova Zuschauer: 3.600 Schiedsrichter: Pech, Vágvölgyi |

| 14. Januar 2018 So., 16:00 Uhr | Kuban Krasnodar          | 22:28   | Brest Bretagne Handball | Dworez sporta Olimp, Krasnodar Zuschauer: 1.800 Schiedsrichter: Chrzan, Janas |
| 14. Januar 2018 So., 16:00 Uhr | meiste Tore: Arischina 5 | (12:13) | meiste Tore: Pineau 7   | Dworez sporta Olimp, Krasnodar Zuschauer: 1.800 Schiedsrichter: Chrzan, Janas |
| 14. Januar 2018 So., 16:00 Uhr | Spielbericht             |         |                         | Dworez sporta Olimp, Krasnodar Zuschauer: 1.800 Schiedsrichter: Chrzan, Janas |

| 20. Januar 2018 Sa., 14:00 Uhr | Randers HK           | 26:18   | Brest Bretagne Handball | Arena Randers, Randers Zuschauer: 609 Schiedsrichter: Korja, Metsämäki |
| 20. Januar 2018 Sa., 14:00 Uhr | meiste Tore: Molid 6 | (13:11) | meiste Tore: N’Gouan 4  | Arena Randers, Randers Zuschauer: 609 Schiedsrichter: Korja, Metsämäki |
| 20. Januar 2018 Sa., 14:00 Uhr | Spielbericht         |         |                         | Arena Randers, Randers Zuschauer: 609 Schiedsrichter: Korja, Metsämäki |

| 21. Januar 2018 So., 16:00 Uhr | Kuban Krasnodar          | 28:26   | SCM Craiova                                                  | Dworez sporta Olimp, Krasnodar Zuschauer: 1.600 Schiedsrichter: Em. Aghakishi, Er. Aghakishi |
| 21. Januar 2018 So., 16:00 Uhr | meiste Tore: Arischina 6 | (12:12) | meiste Tore: Florianu, Nikolić, Ilie Șelaru, Trifunović je 4 | Dworez sporta Olimp, Krasnodar Zuschauer: 1.600 Schiedsrichter: Em. Aghakishi, Er. Aghakishi |
| 21. Januar 2018 So., 16:00 Uhr | Spielbericht             |         |                                                              | Dworez sporta Olimp, Krasnodar Zuschauer: 1.600 Schiedsrichter: Em. Aghakishi, Er. Aghakishi |

| 27. Januar 2018 Sa., 16:30 Uhr | SCM Craiova              | 30:24   | Kuban Krasnodar        | Sala Polivalentă din Craiova, Craiova Zuschauer: 3.800 Schiedsrichter: Mertinian, Syrepisios |
| 27. Januar 2018 Sa., 16:30 Uhr | meiste Tore: Florianu 10 | (17:13) | meiste Tore: Frolowa 8 | Sala Polivalentă din Craiova, Craiova Zuschauer: 3.800 Schiedsrichter: Mertinian, Syrepisios |
| 27. Januar 2018 Sa., 16:30 Uhr | Spielbericht             |         |                        | Sala Polivalentă din Craiova, Craiova Zuschauer: 3.800 Schiedsrichter: Mertinian, Syrepisios |

| 28. Januar 2018 So., 17:00 Uhr | Brest Bretagne Handball | 23:15  | Randers HK                | Brest Arena, Brest Zuschauer: 3.666 Schiedsrichter: Rodríguez Estévez, Rosendo López |
| 28. Januar 2018 So., 17:00 Uhr | meiste Tore: Sand 7     | (9:10) | meiste Tore: Thorngaard 4 | Brest Arena, Brest Zuschauer: 3.666 Schiedsrichter: Rodríguez Estévez, Rosendo López |
| 28. Januar 2018 So., 17:00 Uhr | Spielbericht            |        |                           | Brest Arena, Brest Zuschauer: 3.666 Schiedsrichter: Rodríguez Estévez, Rosendo López |

| 3. Februar 2018 Sa., 18:00 Uhr | SCM Craiova                         | 16:15 | Brest Bretagne Handball | Sala Polivalentă din Craiova, Craiova Zuschauer: 4.000 Schiedsrichter: Macho, Hájek |
| 3. Februar 2018 Sa., 18:00 Uhr | meiste Tore: Klikovac, Vizitiu je 3 | (5:9) | meiste Tore: Pineau 6   | Sala Polivalentă din Craiova, Craiova Zuschauer: 4.000 Schiedsrichter: Macho, Hájek |
| 3. Februar 2018 Sa., 18:00 Uhr | Spielbericht                        |       |                         | Sala Polivalentă din Craiova, Craiova Zuschauer: 4.000 Schiedsrichter: Macho, Hájek |

| 4. Februar 2018 So., 16:00 Uhr | Kuban Krasnodar      | 28:21  | Randers HK              | Dworez sporta Olimp, Krasnodar Zuschauer: 1.800 Schiedsrichter: Arnautović, Jović |
| 4. Februar 2018 So., 16:00 Uhr | meiste Tore: Golub 7 | (12:8) | meiste Tore: Andersen 4 | Dworez sporta Olimp, Krasnodar Zuschauer: 1.800 Schiedsrichter: Arnautović, Jović |
| 4. Februar 2018 So., 16:00 Uhr | Spielbericht         |        |                         | Dworez sporta Olimp, Krasnodar Zuschauer: 1.800 Schiedsrichter: Arnautović, Jović |

| 11. Februar 2018 So., 14:00 Uhr | Randers HK           | 25:29   | SCM Craiova                         | Arena Randers, Randers Zuschauer: 710 Schiedsrichter: Ben-Dan, Faran |
| 11. Februar 2018 So., 14:00 Uhr | meiste Tore: Molid 7 | (14:17) | meiste Tore: Florianu, Vizitiu je 7 | Arena Randers, Randers Zuschauer: 710 Schiedsrichter: Ben-Dan, Faran |
| 11. Februar 2018 So., 14:00 Uhr | Spielbericht         |         |                                     | Arena Randers, Randers Zuschauer: 710 Schiedsrichter: Ben-Dan, Faran |

| 11. Februar 2018 So., 15:00 Uhr | Brest Bretagne Handball             | 30:16  | Kuban Krasnodar      | Brest Arena, Brest Zuschauer: 3.919 Schiedsrichter: Merz, Schilha |
| 11. Februar 2018 So., 15:00 Uhr | meiste Tore: Coatanea, Tissier je 5 | (12:9) | meiste Tore: Golub 4 | Brest Arena, Brest Zuschauer: 3.919 Schiedsrichter: Merz, Schilha |
| 11. Februar 2018 So., 15:00 Uhr | Spielbericht                        |        |                      | Brest Arena, Brest Zuschauer: 3.919 Schiedsrichter: Merz, Schilha |

### Gruppe B
| Pl. | Land                | Sp. | S | U | N | Tore      | Diff. | Punkte |
| --- | ------------------- | --- | - | - | - | --------- | ----- | ------ |
| 1.  | GK Lada Toljatti    | 6   | 5 | 0 | 1 | 0160:1470 | +13   | 010:20 |
| 2.  | Vipers Kristiansand | 6   | 3 | 0 | 3 | 0156:1500 | +6    | 06:60  |
| 3.  | Issy Paris Hand     | 6   | 2 | 1 | 3 | 0146:1560 | −10   | 05:70  |
| 4.  | København Håndbold  | 6   | 1 | 1 | 4 | 0162:1710 | −9    | 03:90  |

|  | Qualifikationsplatz für das Viertelfinale |

| 6. Januar 2018 Sa., 16:00 Uhr | GK Lada Toljatti          | 27:24   | København Håndbold       | USK Olimp, Toljatti Zuschauer: 2.500 Schiedsrichter: Hatipoğlu, Şimşek |
| 6. Januar 2018 Sa., 16:00 Uhr | meiste Tore: Wedjochina 7 | (12:14) | meiste Tore: Kragballe 6 | USK Olimp, Toljatti Zuschauer: 2.500 Schiedsrichter: Hatipoğlu, Şimşek |
| 6. Januar 2018 Sa., 16:00 Uhr | Spielbericht              |         |                          | USK Olimp, Toljatti Zuschauer: 2.500 Schiedsrichter: Hatipoğlu, Şimşek |

| 6. Januar 2018 Sa., 17:00 Uhr | Vipers Kristiansand                          | 22:23   | Issy Paris Hand        | Aquarama Kristiansand, Kristiansand Zuschauer: 1.512 Schiedsrichter: Stark, Ştefan |
| 6. Januar 2018 Sa., 17:00 Uhr | meiste Tore: Kristiansen, Aune, Sulland je 4 | (12:13) | meiste Tore: Abbingh 6 | Aquarama Kristiansand, Kristiansand Zuschauer: 1.512 Schiedsrichter: Stark, Ştefan |
| 6. Januar 2018 Sa., 17:00 Uhr | Spielbericht                                 |         |                        | Aquarama Kristiansand, Kristiansand Zuschauer: 1.512 Schiedsrichter: Stark, Ştefan |

| 12. Januar 2018 Fr., 20:30 Uhr | Issy Paris Hand        | 17:27  | GK Lada Toljatti          | Stade Pierre de Coubertin, Paris Zuschauer: 600 Schiedsrichter: M. Bennani, S. Bennani |
| 12. Januar 2018 Fr., 20:30 Uhr | meiste Tore: Abbingh 5 | (8:17) | meiste Tore: Dmitrijewa 8 | Stade Pierre de Coubertin, Paris Zuschauer: 600 Schiedsrichter: M. Bennani, S. Bennani |
| 12. Januar 2018 Fr., 20:30 Uhr | Spielbericht           |        |                           | Stade Pierre de Coubertin, Paris Zuschauer: 600 Schiedsrichter: M. Bennani, S. Bennani |

| 13. Januar 2018 Sa., 16:00 Uhr | København Håndbold | 30:25   | Vipers Kristiansand    | Frederiksberg Opvisnings Hal, Frederiksberg Zuschauer: 844 Schiedsrichter: Hofer, Schmidhuber |
| 13. Januar 2018 Sa., 16:00 Uhr | meiste Tore: Rej 8 | (16:13) | meiste Tore: Arntzen 6 | Frederiksberg Opvisnings Hal, Frederiksberg Zuschauer: 844 Schiedsrichter: Hofer, Schmidhuber |
| 13. Januar 2018 Sa., 16:00 Uhr | Spielbericht       |         |                        | Frederiksberg Opvisnings Hal, Frederiksberg Zuschauer: 844 Schiedsrichter: Hofer, Schmidhuber |

| 20. Januar 2018 Sa., 16:00 Uhr | GK Lada Toljatti          | 29:24   | Vipers Kristiansand        | USK Olimp, Toljatti Zuschauer: 2.700 Schiedsrichter: Jakovljević, Antić |
| 20. Januar 2018 Sa., 16:00 Uhr | meiste Tore: Wedjochina 9 | (14:12) | meiste Tore: Kristiansen 7 | USK Olimp, Toljatti Zuschauer: 2.700 Schiedsrichter: Jakovljević, Antić |
| 20. Januar 2018 Sa., 16:00 Uhr | Spielbericht              |         |                            | USK Olimp, Toljatti Zuschauer: 2.700 Schiedsrichter: Jakovljević, Antić |

| 21. Januar 2018 So., 14:00 Uhr | København Håndbold  | 29:30   | Issy Paris Hand       | Frederiksberg Opvisnings Hal, Frederiksberg Zuschauer: 743 Schiedsrichter: Christidi, Papamattheou |
| 21. Januar 2018 So., 14:00 Uhr | meiste Tore: Bont 8 | (13:13) | meiste Tore: Pintea 8 | Frederiksberg Opvisnings Hal, Frederiksberg Zuschauer: 743 Schiedsrichter: Christidi, Papamattheou |
| 21. Januar 2018 So., 14:00 Uhr | Spielbericht        |         |                       | Frederiksberg Opvisnings Hal, Frederiksberg Zuschauer: 743 Schiedsrichter: Christidi, Papamattheou |

| 27. Januar 2018 Sa., 17:00 Uhr | Vipers Kristiansand     | 30:21   | GK Lada Toljatti          | Aquarama Kristiansand, Kristiansand Zuschauer: 1.040 Schiedsrichter: Schols , Thomassen |
| 27. Januar 2018 Sa., 17:00 Uhr | meiste Tore: Sulland 11 | (14:11) | meiste Tore: Dmitrijewa 7 | Aquarama Kristiansand, Kristiansand Zuschauer: 1.040 Schiedsrichter: Schols , Thomassen |
| 27. Januar 2018 Sa., 17:00 Uhr | Spielbericht            |         |                           | Aquarama Kristiansand, Kristiansand Zuschauer: 1.040 Schiedsrichter: Schols , Thomassen |

| 28. Januar 2018 So., 16:00 Uhr | Issy Paris Hand       | 28:28   | København Håndbold | Stade Pierre de Coubertin, Paris Zuschauer: 1.300 Schiedsrichter: Ilieva, Karbeska |
| 28. Januar 2018 So., 16:00 Uhr | meiste Tore: Pintea 9 | (14:13) | meiste Tore: Rej 7 | Stade Pierre de Coubertin, Paris Zuschauer: 1.300 Schiedsrichter: Ilieva, Karbeska |
| 28. Januar 2018 So., 16:00 Uhr | Spielbericht          |         |                    | Stade Pierre de Coubertin, Paris Zuschauer: 1.300 Schiedsrichter: Ilieva, Karbeska |

| 3. Februar 2018 Sa., 20:30 Uhr | Issy Paris Hand               | 24:25  | Vipers Kristiansand     | Vélodrome National, Montigny-le-Bretonneux Zuschauer: 5.000 Schiedsrichter: Budzák, Záhradník |
| 3. Februar 2018 Sa., 20:30 Uhr | meiste Tore: Sercien-Ugolin 6 | (12:9) | meiste Tore: Sulland 10 | Vélodrome National, Montigny-le-Bretonneux Zuschauer: 5.000 Schiedsrichter: Budzák, Záhradník |
| 3. Februar 2018 Sa., 20:30 Uhr | Spielbericht                  |        |                         | Vélodrome National, Montigny-le-Bretonneux Zuschauer: 5.000 Schiedsrichter: Budzák, Záhradník |

| 4. Februar 2018 So., 14:00 Uhr | København Håndbold | 28:31   | GK Lada Toljatti           | Frederiksberg Opvisnings Hal, Frederiksberg Zuschauer: 704 Schiedsrichter: Jerlecki, Łabuń |
| 4. Februar 2018 So., 14:00 Uhr | meiste Tore: Rej 7 | (11:17) | meiste Tore: Dmitrijewa 12 | Frederiksberg Opvisnings Hal, Frederiksberg Zuschauer: 704 Schiedsrichter: Jerlecki, Łabuń |
| 4. Februar 2018 So., 14:00 Uhr | Spielbericht       |         |                            | Frederiksberg Opvisnings Hal, Frederiksberg Zuschauer: 704 Schiedsrichter: Jerlecki, Łabuń |

| 10. Januar 2018 Sa., 16:00 Uhr | GK Lada Toljatti          | 25:24   | Issy Paris Hand               | USK Olimp, Toljatti Zuschauer: 2.700 Schiedsrichter: Doychinov, Goretsov |
| 10. Januar 2018 Sa., 16:00 Uhr | meiste Tore: Dmitrijewa 9 | (13:13) | meiste Tore: Sercien-Ugolin 5 | USK Olimp, Toljatti Zuschauer: 2.700 Schiedsrichter: Doychinov, Goretsov |
| 10. Januar 2018 Sa., 16:00 Uhr | Spielbericht              |         |                               | USK Olimp, Toljatti Zuschauer: 2.700 Schiedsrichter: Doychinov, Goretsov |

| 10. Januar 2018 Sa., 17:00 Uhr | Vipers Kristiansand      | 30:23   | København Håndbold        | Aquarama Kristiansand, Kristiansand Zuschauer: 1.517 Schiedsrichter: Zendali, Riello |
| 10. Januar 2018 Sa., 17:00 Uhr | meiste Tore: Brattset 10 | (11:12) | meiste Tore: Lykkegaard 6 | Aquarama Kristiansand, Kristiansand Zuschauer: 1.517 Schiedsrichter: Zendali, Riello |
| 10. Januar 2018 Sa., 17:00 Uhr | Spielbericht             |         |                           | Aquarama Kristiansand, Kristiansand Zuschauer: 1.517 Schiedsrichter: Zendali, Riello |

### Gruppe C
| Pl. | Land                     | Sp. | S | U | N | Tore      | Diff. | Punkte |
| --- | ------------------------ | --- | - | - | - | --------- | ----- | ------ |
| 1.  | Kastamonu Belediyesi GSK | 6   | 5 | 0 | 1 | 0165:1460 | +19   | 010:20 |
| 2.  | Viborg HK                | 6   | 4 | 0 | 2 | 0157:1480 | +9    | 08:40  |
| 3.  | Byåsen IL                | 6   | 3 | 0 | 3 | 0166:1520 | +14   | 06:60  |
| 4.  | Vistal Gdynia            | 6   | 0 | 0 | 6 | 0137:1790 | −42   | 00:120 |

|  | Qualifikationsplatz für das Viertelfinale |

| 5. Januar 2018 Fr., 19:00 Uhr | Vistal Gdynia        | 22:24  | Byåsen IL                           | Hala Sportowo-Widowiskowa Gdynia, Gdynia Zuschauer: 800 Schiedsrichter: Lindenbaum, Laron |
| 5. Januar 2018 Fr., 19:00 Uhr | meiste Tore: Zych 13 | (8:15) | meiste Tore: Høgdahl, Jacobsen je 7 | Hala Sportowo-Widowiskowa Gdynia, Gdynia Zuschauer: 800 Schiedsrichter: Lindenbaum, Laron |
| 5. Januar 2018 Fr., 19:00 Uhr | Spielbericht         |        |                                     | Hala Sportowo-Widowiskowa Gdynia, Gdynia Zuschauer: 800 Schiedsrichter: Lindenbaum, Laron |

| 6. Januar 2018 Sa., 16:00 Uhr | Viborg HK                | 26:28   | Kastamonu Belediyesi GSK     | Viborg Stadionhal, Viborg Zuschauer: 793 Schiedsrichter: Budzák, Záhradník |
| 6. Januar 2018 Sa., 16:00 Uhr | meiste Tore: Nørgaard 10 | (13:15) | meiste Tore: İskenderoğlu 11 | Viborg Stadionhal, Viborg Zuschauer: 793 Schiedsrichter: Budzák, Záhradník |
| 6. Januar 2018 Sa., 16:00 Uhr | Spielbericht             |         |                              | Viborg Stadionhal, Viborg Zuschauer: 793 Schiedsrichter: Budzák, Záhradník |

| 13. Januar 2018 Sa., 17:00 Uhr | Byåsen IL              | 21:28   | Viborg HK                | Trondheim Spektrum, Trondheim Zuschauer: 850 Schiedsrichter: D. Lončar, Z. Lončar |
| 13. Januar 2018 Sa., 17:00 Uhr | meiste Tore: Høgdahl 6 | (10:12) | meiste Tore: Jørgensen 6 | Trondheim Spektrum, Trondheim Zuschauer: 850 Schiedsrichter: D. Lončar, Z. Lončar |
| 13. Januar 2018 Sa., 17:00 Uhr | Spielbericht           |         |                          | Trondheim Spektrum, Trondheim Zuschauer: 850 Schiedsrichter: D. Lončar, Z. Lončar |

| 14. Januar 2018 So., 17:00 Uhr | Kastamonu Belediyesi GSK    | 28:25   | Vistal Gdynia        | Atatürk Spor Salonu, Kastamonu Zuschauer: 1.500 Schiedsrichter: Metalari, Nikolovski |
| 14. Januar 2018 So., 17:00 Uhr | meiste Tore: İskenderoğlu 9 | (16:12) | meiste Tore: Zych 10 | Atatürk Spor Salonu, Kastamonu Zuschauer: 1.500 Schiedsrichter: Metalari, Nikolovski |
| 14. Januar 2018 So., 17:00 Uhr | Spielbericht                |         |                      | Atatürk Spor Salonu, Kastamonu Zuschauer: 1.500 Schiedsrichter: Metalari, Nikolovski |

| 21. Januar 2018 So., 14:00 Uhr | Viborg HK                  | 27:24   | Vistal Gdynia          | Viborg Stadionhal, Viborg Zuschauer: 1.024 Schiedsrichter: Stokes, Bartlett |
| 21. Januar 2018 So., 14:00 Uhr | meiste Tore: St. Nielsen 8 | (15:11) | meiste Tore: Matieli 9 | Viborg Stadionhal, Viborg Zuschauer: 1.024 Schiedsrichter: Stokes, Bartlett |
| 21. Januar 2018 So., 14:00 Uhr | Spielbericht               |         |                        | Viborg Stadionhal, Viborg Zuschauer: 1.024 Schiedsrichter: Stokes, Bartlett |

| 21. Januar 2018 So., 17:00 Uhr | Kastamonu Belediyesi GSK    | 30:28   | Byåsen IL               | Atatürk Spor Salonu, Kastamonu Zuschauer: 1.500 Schiedsrichter: Haramul, Blanar |
| 21. Januar 2018 So., 17:00 Uhr | meiste Tore: İskenderoğlu 9 | (19:12) | meiste Tore: Jacobsen 8 | Atatürk Spor Salonu, Kastamonu Zuschauer: 1.500 Schiedsrichter: Haramul, Blanar |
| 21. Januar 2018 So., 17:00 Uhr | Spielbericht                |         |                         | Atatürk Spor Salonu, Kastamonu Zuschauer: 1.500 Schiedsrichter: Haramul, Blanar |

| 27. Januar 2018 Sa., 17:00 Uhr | Byåsen IL               | 26:24  | Kastamonu Belediyesi GSK | Trondheim Spektrum, Trondheim Zuschauer: 430 Schiedsrichter: Pirvu, Potirniche |
| 27. Januar 2018 Sa., 17:00 Uhr | meiste Tore: Jacobsen 7 | (12:9) | meiste Tore: Uskowa 6    | Trondheim Spektrum, Trondheim Zuschauer: 430 Schiedsrichter: Pirvu, Potirniche |
| 27. Januar 2018 Sa., 17:00 Uhr | Spielbericht            |        |                          | Trondheim Spektrum, Trondheim Zuschauer: 430 Schiedsrichter: Pirvu, Potirniche |

| 28. Januar 2018 So., 15:00 Uhr | Vistal Gdynia       | 21:32   | Viborg HK               | Hala Sportowo-Widowiskowa Gdynia, Gdynia Zuschauer: 400 Schiedsrichter: Di Domenico, Fornasier |
| 28. Januar 2018 So., 15:00 Uhr | meiste Tore: Zych 5 | (15:15) | meiste Tore: Nørgaard 9 | Hala Sportowo-Widowiskowa Gdynia, Gdynia Zuschauer: 400 Schiedsrichter: Di Domenico, Fornasier |
| 28. Januar 2018 So., 15:00 Uhr | Spielbericht        |         |                         | Hala Sportowo-Widowiskowa Gdynia, Gdynia Zuschauer: 400 Schiedsrichter: Di Domenico, Fornasier |

| 3. Februar 2018 Sa., 17:00 Uhr | Byåsen IL              | 41:19  | Vistal Gdynia            | Trondheim Spektrum, Trondheim Zuschauer: 520 Schiedsrichter: R. Geraets, P. Geraets |
| 3. Februar 2018 Sa., 17:00 Uhr | meiste Tore: Høgdahl 9 | (18:9) | meiste Tore: Kozłowska 6 | Trondheim Spektrum, Trondheim Zuschauer: 520 Schiedsrichter: R. Geraets, P. Geraets |
| 3. Februar 2018 Sa., 17:00 Uhr | Spielbericht           |        |                          | Trondheim Spektrum, Trondheim Zuschauer: 520 Schiedsrichter: R. Geraets, P. Geraets |

| 4. Februar 2018 So., 17:00 Uhr | Kastamonu Belediyesi GSK | 28:15  | Viborg HK               | Atatürk Spor Salonu, Kastamonu Zuschauer: 1.500 Schiedsrichter: Kaluđerović, Vujačić |
| 4. Februar 2018 So., 17:00 Uhr | meiste Tore: Uskowa 6    | (13:6) | meiste Tore: Nørgaard 4 | Atatürk Spor Salonu, Kastamonu Zuschauer: 1.500 Schiedsrichter: Kaluđerović, Vujačić |
| 4. Februar 2018 So., 17:00 Uhr | Spielbericht             |        |                         | Atatürk Spor Salonu, Kastamonu Zuschauer: 1.500 Schiedsrichter: Kaluđerović, Vujačić |

| 9. Februar 2018 Fr., 19:00 Uhr | Vistal Gdynia        | 26:27   | Kastamonu Belediyesi GSK | Hala Sportowo-Widowiskowa Gdynia, Gdynia Zuschauer: 300 Schiedsrichter: Tkatschuk, Rakytyna |
| 9. Februar 2018 Fr., 19:00 Uhr | meiste Tore: Zych 10 | (13:12) | meiste Tore: Uskowa 5    | Hala Sportowo-Widowiskowa Gdynia, Gdynia Zuschauer: 300 Schiedsrichter: Tkatschuk, Rakytyna |
| 9. Februar 2018 Fr., 19:00 Uhr | Spielbericht         |         |                          | Hala Sportowo-Widowiskowa Gdynia, Gdynia Zuschauer: 300 Schiedsrichter: Tkatschuk, Rakytyna |

| 10. Februar 2018 Sa., 14:00 Uhr | Viborg HK                            | 29:26   | Byåsen IL              | Viborg Stadionhal, Viborg Zuschauer: 1.268 Schiedsrichter: Hofer, Schmidhuber |
| 10. Februar 2018 Sa., 14:00 Uhr | meiste Tore: Nielsen, Strömberg je 6 | (16:16) | meiste Tore: Høgdahl 9 | Viborg Stadionhal, Viborg Zuschauer: 1.268 Schiedsrichter: Hofer, Schmidhuber |
| 10. Februar 2018 Sa., 14:00 Uhr | Spielbericht                         |         |                        | Viborg Stadionhal, Viborg Zuschauer: 1.268 Schiedsrichter: Hofer, Schmidhuber |

### Gruppe D
| Pl. | Land           | Sp. | S | U | N | Tore      | Diff. | Punkte |
| --- | -------------- | --- | - | - | - | --------- | ----- | ------ |
| 1.  | Larvik HK      | 6   | 4 | 1 | 1 | 0166:1460 | +20   | 09:30  |
| 2.  | HC Zalău       | 6   | 4 | 0 | 2 | 0147:1510 | −4    | 08:40  |
| 3.  | H 65 Höör      | 6   | 3 | 0 | 3 | 0158:1500 | +8    | 06:60  |
| 4.  | DHK Baník Most | 6   | 0 | 1 | 5 | 0146:1700 | −24   | 01:110 |

|  | Qualifikationsplatz für das Viertelfinale |

| 6. Januar 2018 Sa., 15:00 Uhr | H 65 Höör              | 28:27   | DHK Baník Most            | Eslövhallen, Eslöv Zuschauer: 1.200 Schiedsrichter: Krause-Kjær, Pedersen |
| 6. Januar 2018 Sa., 15:00 Uhr | meiste Tore: Mässing 6 | (10:14) | meiste Tore: Jeřábková 14 | Eslövhallen, Eslöv Zuschauer: 1.200 Schiedsrichter: Krause-Kjær, Pedersen |
| 6. Januar 2018 Sa., 15:00 Uhr | Spielbericht           |         |                           | Eslövhallen, Eslöv Zuschauer: 1.200 Schiedsrichter: Krause-Kjær, Pedersen |

| 7. Januar 2018 So., 17:00 Uhr | Larvik HK               | 28:23  | HC Zalău             | Boligmappa Arena Larvik, Larvik Zuschauer: 889 Schiedsrichter: Simone, Monitillo |
| 7. Januar 2018 So., 17:00 Uhr | meiste Tore: Breistøl 9 | (15:7) | meiste Tore: Tămaș 6 | Boligmappa Arena Larvik, Larvik Zuschauer: 889 Schiedsrichter: Simone, Monitillo |
| 7. Januar 2018 So., 17:00 Uhr | Spielbericht            |        |                      | Boligmappa Arena Larvik, Larvik Zuschauer: 889 Schiedsrichter: Simone, Monitillo |

| 13. Januar 2018 Sa., 18:00 Uhr | DHK Baník Most           | 21:21   | Larvik HK           | Sportovní hala Baník Most, Most Zuschauer: 1.000 Schiedsrichter: Pandžić, Šatordžija |
| 13. Januar 2018 Sa., 18:00 Uhr | meiste Tore: Szarková 10 | (11:12) | meiste Tore: Mørk 8 | Sportovní hala Baník Most, Most Zuschauer: 1.000 Schiedsrichter: Pandžić, Šatordžija |
| 13. Januar 2018 Sa., 18:00 Uhr | Spielbericht             |         |                     | Sportovní hala Baník Most, Most Zuschauer: 1.000 Schiedsrichter: Pandžić, Šatordžija |

| 14. Januar 2018 So., 17:00 Uhr | HC Zalău              | 24:21  | H 65 Höör             | Sala Sporturilor Gheorghe Tadici, Zalău Zuschauer: 900 Schiedsrichter: Chaskis, Tsakonas |
| 14. Januar 2018 So., 17:00 Uhr | meiste Tore: Dragut 6 | (10:8) | meiste Tore: Bardis 5 | Sala Sporturilor Gheorghe Tadici, Zalău Zuschauer: 900 Schiedsrichter: Chaskis, Tsakonas |
| 14. Januar 2018 So., 17:00 Uhr | Spielbericht          |        |                       | Sala Sporturilor Gheorghe Tadici, Zalău Zuschauer: 900 Schiedsrichter: Chaskis, Tsakonas |

| 20. Januar 2018 Sa., 15:00 Uhr | H 65 Höör                                             | 25:27   | Larvik HK               | Eslövhallen, Eslöv Zuschauer: 1.200 Schiedsrichter: Tkatschuk, Rakytyna |
| 20. Januar 2018 Sa., 15:00 Uhr | meiste Tore: Lindqvist, Thorleifsdóttir, Mässing je 4 | (14:14) | meiste Tore: Hjertner 6 | Eslövhallen, Eslöv Zuschauer: 1.200 Schiedsrichter: Tkatschuk, Rakytyna |
| 20. Januar 2018 Sa., 15:00 Uhr | Spielbericht                                          |         |                         | Eslövhallen, Eslöv Zuschauer: 1.200 Schiedsrichter: Tkatschuk, Rakytyna |

| 21. Januar 2018 So., 18:00 Uhr | DHK Baník Most         | 22:25   | HC Zalău           | Sportovní hala Baník Most, Most Zuschauer: 1.250 Schiedsrichter: Barysas, Petrušis |
| 21. Januar 2018 So., 18:00 Uhr | meiste Tore: Zachová 8 | (12:11) | meiste Tore: Rob 6 | Sportovní hala Baník Most, Most Zuschauer: 1.250 Schiedsrichter: Barysas, Petrušis |
| 21. Januar 2018 So., 18:00 Uhr | Spielbericht           |         |                    | Sportovní hala Baník Most, Most Zuschauer: 1.250 Schiedsrichter: Barysas, Petrušis |

| 27. Januar 2018 Sa., 17:00 Uhr | Larvik HK            | 34:23   | H 65 Höör             | Boligmappa Arena Larvik, Larvik Zuschauer: 409 Schiedsrichter: Šniurevičius, Grigalionis |
| 27. Januar 2018 Sa., 17:00 Uhr | meiste Tore: Mørk 10 | (20:10) | meiste Tore: Olsson 7 | Boligmappa Arena Larvik, Larvik Zuschauer: 409 Schiedsrichter: Šniurevičius, Grigalionis |
| 27. Januar 2018 Sa., 17:00 Uhr | Spielbericht         |         |                       | Boligmappa Arena Larvik, Larvik Zuschauer: 409 Schiedsrichter: Šniurevičius, Grigalionis |

| 27. Januar 2018 Sa., 17:00 Uhr | HC Zalău           | 31:28   | DHK Baník Most          | Sala Sporturilor Gheorghe Tadici, Zalău Zuschauer: 915 Schiedsrichter: Beqiri, Krasniqi |
| 27. Januar 2018 Sa., 17:00 Uhr | meiste Tore: Rob 9 | (15:13) | meiste Tore: Szarková 8 | Sala Sporturilor Gheorghe Tadici, Zalău Zuschauer: 915 Schiedsrichter: Beqiri, Krasniqi |
| 27. Januar 2018 Sa., 17:00 Uhr | Spielbericht       |         |                         | Sala Sporturilor Gheorghe Tadici, Zalău Zuschauer: 915 Schiedsrichter: Beqiri, Krasniqi |

| 4. Februar 2018 So., 17:00 Uhr | HC Zalău                                    | 25:22  | Larvik HK               | Sala Sporturilor Gheorghe Tadici, Zalău Zuschauer: 900 Schiedsrichter: Sekulić, Jovandić |
| 4. Februar 2018 So., 17:00 Uhr | meiste Tore: Dragut, Nica, Panici, Rob je 4 | (13:9) | meiste Tore: Breistøl 7 | Sala Sporturilor Gheorghe Tadici, Zalău Zuschauer: 900 Schiedsrichter: Sekulić, Jovandić |
| 4. Februar 2018 So., 17:00 Uhr | Spielbericht                                |        |                         | Sala Sporturilor Gheorghe Tadici, Zalău Zuschauer: 900 Schiedsrichter: Sekulić, Jovandić |

| 4. Februar 2018 So., 18:00 Uhr | DHK Baník Most           | 19:31   | H 65 Höör                           | Sportovní hala Baník Most, Most Zuschauer: 700 Schiedsrichter: Rauchs, Linster |
| 4. Februar 2018 So., 18:00 Uhr | meiste Tore: Szarková 11 | (11:15) | meiste Tore: Lindqvist, Olsson je 7 | Sportovní hala Baník Most, Most Zuschauer: 700 Schiedsrichter: Rauchs, Linster |
| 4. Februar 2018 So., 18:00 Uhr | Spielbericht             |         |                                     | Sportovní hala Baník Most, Most Zuschauer: 700 Schiedsrichter: Rauchs, Linster |

| 10. Februar 2018 Sa., 15:00 Uhr | H 65 Höör              | 30:19  | HC Zalău           | Eslövhallen, Eslöv Zuschauer: 300 Schiedsrichter: Pech, Vágvölgyi |
| 10. Februar 2018 Sa., 15:00 Uhr | meiste Tore: Mässing 7 | (15:8) | meiste Tore: Rob 6 | Eslövhallen, Eslöv Zuschauer: 300 Schiedsrichter: Pech, Vágvölgyi |
| 10. Februar 2018 Sa., 15:00 Uhr | Spielbericht           |        |                    | Eslövhallen, Eslöv Zuschauer: 300 Schiedsrichter: Pech, Vágvölgyi |

| 10. Februar 2018 Sa., 17:30 Uhr | Larvik HK                           | 34:29   | DHK Baník Most           | Boligmappa Arena Larvik, Larvik Zuschauer: 417 Schiedsrichter: Mertinian, Syrepisios |
| 10. Februar 2018 Sa., 17:30 Uhr | meiste Tore: Morena Lima, Mørk je 6 | (16:17) | meiste Tore: Szarková 11 | Boligmappa Arena Larvik, Larvik Zuschauer: 417 Schiedsrichter: Mertinian, Syrepisios |
| 10. Februar 2018 Sa., 17:30 Uhr | Spielbericht                        |         |                          | Boligmappa Arena Larvik, Larvik Zuschauer: 417 Schiedsrichter: Mertinian, Syrepisios |

## Viertelfinale
Für die Viertelfinalspiele bekamen die jeweils Gruppenersten einen Gruppenzweiten zugelost. Die Gruppenersten haben im Rückspiel das Heimrecht. Es gab bei der Auslosung keine Einschränkungen mehr, das heißt, auch Mannschaften aus dem gleichen Land konnten einander zugelost werden. Die Auslosung fand am 13. Februar 2018 statt.
| Mannschaft 1                   | Mannschaft 2                      | Hinspiel             | Rückspiel            | Gesamt  |
| ------------------------------ | --------------------------------- | -------------------- | -------------------- | ------- |
| SCM Craiova Florianu 14        | GK Lada Toljatti Dmitrijewa 12    | 03.03.2018 17:00 Uhr | 10.03.2018 16:00 Uhr | 49 : 48 |
| SCM Craiova Florianu 14        | GK Lada Toljatti Dmitrijewa 12    | 23 : 25 (09 : 15)    | 26 : 23 (14 : 08)    | 49 : 48 |
| SCM Craiova Florianu 14        | GK Lada Toljatti Dmitrijewa 12    | 4.200 Zuschauer      | 2.500 Zuschauer      | 49 : 48 |
| Vipers Kristiansand Sulland 15 | Brest Bretagne Handball Pineau 12 | 03.03.2018 17:00 Uhr | 10.03.2018 20:30 Uhr | 55 : 51 |
| Vipers Kristiansand Sulland 15 | Brest Bretagne Handball Pineau 12 | 26 : 17 (12 : 10)    | 29 : 34 (17 : 18)    | 55 : 51 |
| Vipers Kristiansand Sulland 15 | Brest Bretagne Handball Pineau 12 | 1.134 Zuschauer      | 3.348 Zuschauer      | 55 : 51 |
| Viborg HK Nørgaard 16          | Larvik HK Breistøl 14             | 03.03.2018 16:00 Uhr | 10.03.2018 17:00 Uhr | 55 : 47 |
| Viborg HK Nørgaard 16          | Larvik HK Breistøl 14             | 28 : 21 (09 : 08)    | 27 : 26 (15 : 13)    | 55 : 47 |
| Viborg HK Nørgaard 16          | Larvik HK Breistøl 14             | 1.564 Zuschauer      | 652 Zuschauer        | 55 : 47 |
| HC Zalău Rob 14                | Kastamonu Belediyesi GSK Šerić 9  | 03.03.2018 17:00 Uhr | 11.03.2018 17:00 Uhr | 53 : 55 |
| HC Zalău Rob 14                | Kastamonu Belediyesi GSK Šerić 9  | 29 : 28 (12 : 15)    | 24 : 27 (11 : 16)    | 53 : 55 |
| HC Zalău Rob 14                | Kastamonu Belediyesi GSK Šerić 9  | 915 Zuschauer        | 1.500 Zuschauer      | 53 : 55 |

## Halbfinale
Die Halbfinalspiele wurden ebenfalls am 13. Februar 2018 ausgelost.
| Mannschaft 1                       | Mannschaft 2                    | Hinspiel             | Rückspiel            | Gesamt  |
| ---------------------------------- | ------------------------------- | -------------------- | -------------------- | ------- |
| Kastamonu Belediyesi GSK Uskowa 13 | SCM Craiova Țicu 13             | 07.04.2018 17:00 Uhr | 14.04.2018 18:00 Uhr | 40 : 41 |
| Kastamonu Belediyesi GSK Uskowa 13 | SCM Craiova Țicu 13             | 22 : 23 (15 : 11)    | 18 : 18 (10 : 09)    | 40 : 41 |
| Kastamonu Belediyesi GSK Uskowa 13 | SCM Craiova Țicu 13             | 1.300 Zuschauer      | 4.215 Zuschauer      | 40 : 41 |
| Viborg HK Jørgensen 19             | Vipers Kristiansand Brattset 14 | 07.04.2018 16:00 Uhr | 14.04.2018 16:00 Uhr | 57 : 60 |
| Viborg HK Jørgensen 19             | Vipers Kristiansand Brattset 14 | 34 : 31 (18 : 16)    | 23 : 29 (14 : 15)    | 57 : 60 |
| Viborg HK Jørgensen 19             | Vipers Kristiansand Brattset 14 | 2.020 Zuschauer      | 2.012 Zuschauer      | 57 : 60 |

## Finale
Es nahmen die zwei Sieger aus dem Halbfinale teil. Das Hinspiel fand am 5. Mai 2018 statt. Das Rückspiel fand am 11. Mai 2018 statt.

### Ausgeloste Spiele und Ergebnisse
| Mannschaft 1        | Mannschaft 2 | Hinspiel           | Rückspiel          | Gesamt  |
| ------------------- | ------------ | ------------------ | ------------------ | ------- |
| Vipers Kristiansand | SCM Craiova  | 05.05.18 17:00 Uhr | 11.05.18 19:30 Uhr | 51 : 52 |
| Vipers Kristiansand | SCM Craiova  | 26 : 22 (12 : 10)  | 25 : 30 (12 : 19)  | 51 : 52 |
| Vipers Kristiansand | SCM Craiova  | 2.200 Zuschauer    | 4.215 Zuschauer    | 51 : 52 |

### Hinspiel
Vipers Kristiansand – SCM Craiova  26 : 22 (12 : 10)
5. Mai 2018 in Kristiansand, Aquarama Kristiansand, 2.200 Zuschauer.
Vipers Kristiansand: Hauge, Lunde Haraldsen – Kristiansen  (9), Sulland (8), Brattset  (3), Skaug (3), Arntzen  (1), Nørstebø (1), Olsen (1), Jensen, Jonassen , Kristensen, Lunde-Borgersen  , Refsnes, Tomac
SCM Craiova: Lung, Stanciu, Dumanska – Florianu  (9), Țicu (5), Pricopi  (3), Klikovac  (2), Trifunović   (2), Nikolić (1), Ardean-Elisei, Colac, Popescu, Rădoi, Șelaru , Stoican, Tudor 
Schiedsrichter:  Taras Kus, Wiktor Shoba
Quelle: Spielbericht

### Rückspiel
SCM Craiova – Vipers Kristiansand  30 : 25 (19 : 12)
11. Mai 2018 in Craiova, Sala Polivalentă din Craiova, 4.215 Zuschauer.
SCM Craiova: Lung, Stanciu, Dumanska – Țicu (11), Klikovac   (5), Nikolić (5), Florianu (4), Ardean-Elisei  (2), Pricopi (2), Trifunović  (1), Popescu, Rădoi, Șelaru, Stoican, Tudor , Vizitiu
Vipers Kristiansand: Hauge, Lunde Haraldsen – Sulland  (10), Brattset (4), Kristiansen (3), Jonassen (2), Lunde-Borgersen  (2), Skaug (2), Aune (1), Tomac (1), Arntzen , Jensen, Kristensen, Nørstebø , Olsen, Refsnes
Schiedsrichter:  Branka Marić, Zorica Mašić
Quelle: Spielbericht

## Statistiken

### Torschützenliste
Die Torschützenliste zeigt die drei besten Torschützinnen des EHF-Pokals der Frauen 2017/18.
Zu sehen sind die Nation der Spielerin, der Name, die Position, der Verein, die gespielten Spiele, die Tore und die Ø-Tore.
| Pl. | Nation   | Spieler            | Pos. | Verein              | Sp. | Tore | Ø    |
| --- | -------- | ------------------ | ---- | ------------------- | --- | ---- | ---- |
| 1.  | Norwegen | Linn Jørum Sulland | (RR) | Vipers Kristiansand | 11  | 78   | 7,09 |
| 2.  | Rumänien | Cristina Florianu  | (RL) | SCM Craiova         | 12  | 69   | 5,75 |
| 3.  | Danemark | Ann Grete Nørgaard | (LA) | Viborg HK           | 10  | 65   | 6,50 |